# Sanana
Sanana (tên ban đầu là Xulla Besi ) là một hòn đảo thuộc quần đảo Sula, một phần của quần đảo Maluku tại Indonesia. Sadana cũng là tên gọi của điểm dân cư lớn nhất trên đảo, là nơi có pháo đài Benteng De Verlachting trong thời kỳ thực dân Hà Lan.

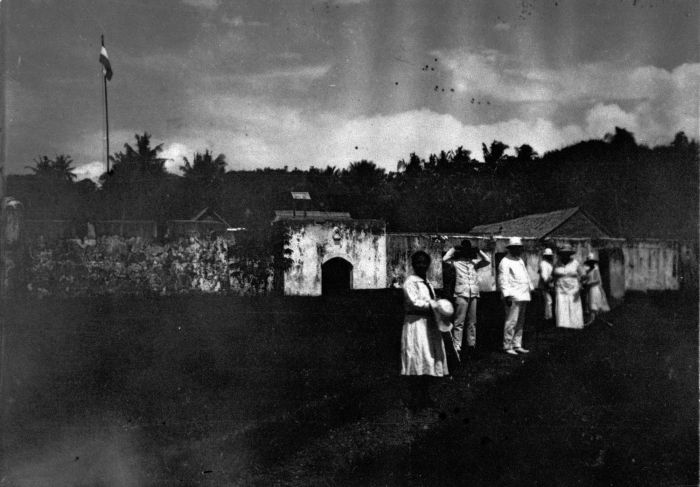
Pháo đài De Verwachting năm 1921

Sanana có tọa độ 2°12′00″N 125°55′00″Đ / 2,2°N 125,9166667°Đ, nằm ở phía nam của đảo Mangole. Diện tích của Sanana là 558 km².
Sân bay Sanana kết nối với Ternate và Ambon bằng các chuyến bay của Trigana Air Service.
Cũng như trên toàn quần đảo Maluku, Sanana từng chứng kiến căng thẳng sắc tộc nghiêm trọng giữa người Hồi giáo và Ki-tô giáo vào năm 1999.